# Patrizia Unger
Patrizia Unger (* 1994 in Oberbayern) ist eine deutsche Musicaldarstellerin.

## Leben
Patrizia Unger wuchs in Rosenheim auf und  begann  2015 an der Theaterakademie August Everding in München ihr Musicalstudium, das sie 2019 mit dem Master of Arts abschloss.

## Karriere
In den Spielzeiten 2019/20 bis 2021/22 war Patrizia Unger Ensemblemitglied am Salzburger Landestheater.
Seit September 2022 ist sie freiberuflich tätig, u. a. am Landestheater Detmold und den Bühnen Halle.

## Rollen (Auswahl)
- 2018: Cinderella | Charlotte | Regie Andreas Gergen | Theaterakademie August Everding
- 2021–2023: The Sound of Music | Maria Rainer | Regie Andreas Gergen, Christian Struppeck | Salzburger Landestheater
- 2022: Cabaret | Sally Bowles | Regie Andreas Gergen | Salzburger Landestheater
- 2022: Into the Woods | Rotkäppchen | Regie Louisa Proske | Bühnen Halle
- 2023: My Fair Lady |  Eliza Doolittle | Regie Michael Lakner | Bühne Baden[1]
- 2024: Das Gespenst von Canterville (Musical) | Virginia| || Robert Persché | Bühne Baden[2]
- 2025: Skiverliebt | Fiona Grafenreiter | Salzburger Landestheater

## Auszeichnungen
- 2009: Jugend musiziert Erster Preis Bundeswettbewerb Gesang
- 2014: Leonhard-Grötsch-Musikpreis der Musikschule Rosenheim e. V.
- 2018: Stipendium der August Everding Stiftung[3]
- 2018: Bayerischer Kunstförderpreis Sparte Darstellende Kunst[4]